# Salacia amplifolia
Salacia amplifolia är en benvedsväxtart som beskrevs av Merrill, Chun och How. Salacia amplifolia ingår i släktet Salacia och familjen Celastraceae. Inga underarter finns listade.